# Dia Internacional das Lésbicas

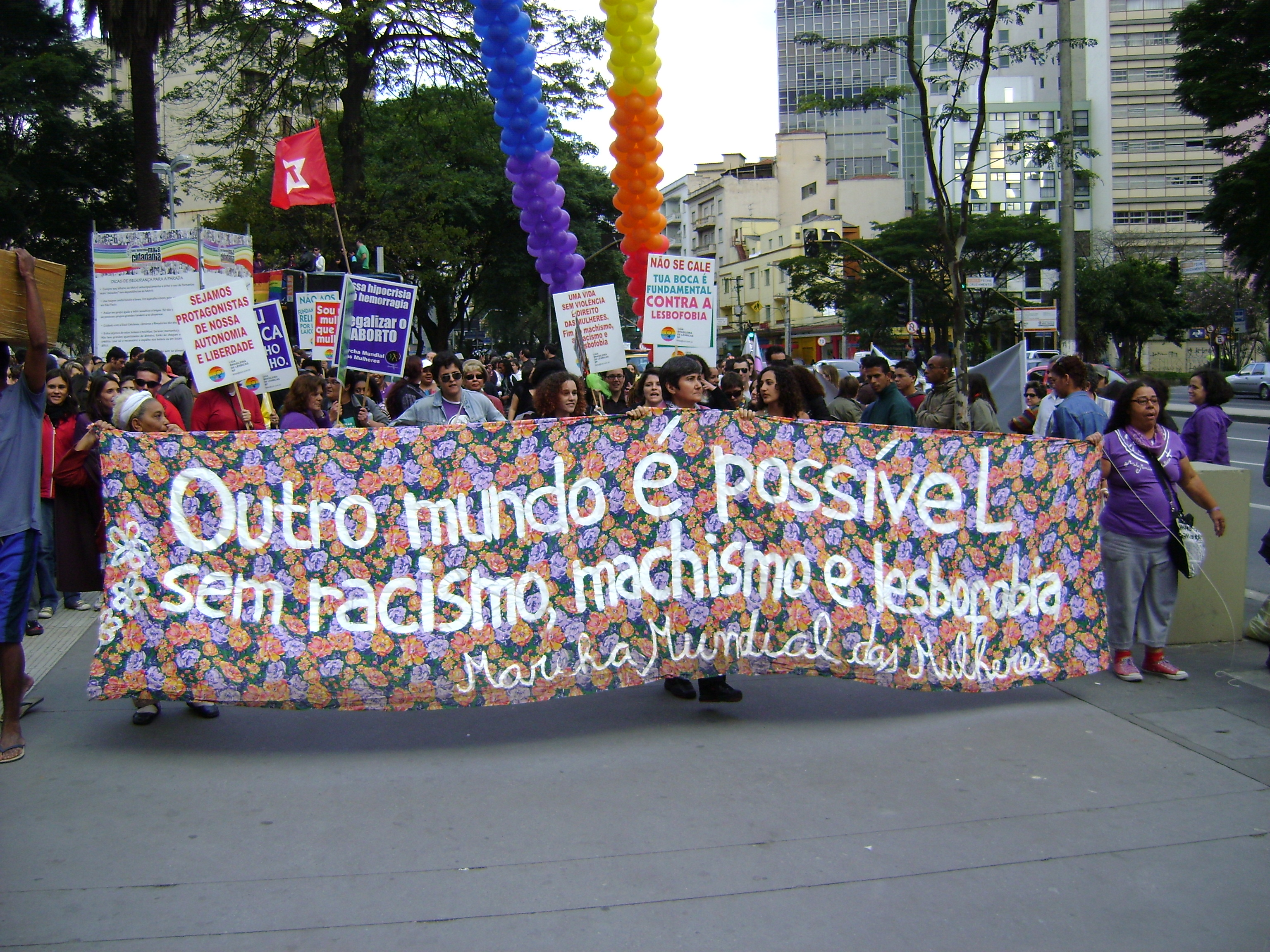
Marcha lésbica em São Paulo, 2009.

Dia Internacional das Lésbicas, celebrado anualmente em 8 de outubro, é um dia de celebração das lésbicas, juntamente com sua cultura, história e diversidade. Este dia é comemorado principalmente na Nova Zelândia e na Austrália por lésbicas e pessoas aliadas com vários eventos comunitários, danças e conferências. Não se sabe quando foi comemorado pela primeira vez. Alguns dizem que começou na Nova Zelândia em 1980, mas outros dizem que começou na Austrália em 1990.
Em diferentes países, o Dia Internacional das Lésbicas pode ocorrer em datas distintas, mas com o mesmo propósito de promover a visibilidade e fortalecer o diálogo sobre a pluralidade existente dentro da própria comunidade. No Brasil, além do Dia Nacional do Orgulho Lésbico (19 de agosto), celebra-se também o Dia Nacional da Visibilidade Lésbica, criado para ampliar o debate sobre direitos, fortalecer a organização política e combater a invisibilidade das mulheres lésbicas.
As datas e seus significados variam conforme o contexto de cada país. Na Argentina, o Dia da Visibilidade Lésbica é celebrado em 7 de março, em memória de Pepa Gaitán, vítima de lesbocídio em 2010. No México, o Dia da Rebeldia Lésbica Latino-americana e Caribenha é celebrado em 13 de outubro, em referência ao primeiro Encontro de Lésbicas Feministas da América Latina e do Caribe, realizado no país em 1987. Nos Estados Unidos, o Lesbian Visibility Day, comemorado em 26 de abril, promove campanhas de valorização das identidades lésbicas dentro do movimento LGBTQIA+.
O Dia Internacional das Lésbicas e da Visibilidade Lésbica reforçam a importância de reconhecer a interseccionalidade, considerando que a vivência de mulheres lésbicas é atravessada não apenas pela orientação sexual, mas também por questões relacionadas a gênero, raça, classe social, origem, maternidade, entre outras. Assim, uma mulher lésbica pode enfrentar desafios múltiplos e sobrepostos, especialmente em contextos marcados pelo patriarcado e por desigualdades estruturais.

## Brasil

Campanha da ONU, Livres & Iguais: "O Corpo é nosso: direitos sexuais e reprodutivos de mulheres lésbicas", 2018.

O Dia Nacional do Orgulho Lésbico é comemorado em 19 de agosto e marca a primeira grande manifestação de mulheres lésbicas no país, ocorrida em 1983, em São Paulo. O episódio ficou conhecido como o “pequeno Stonewall brasileiro” e teve como cenário o Ferro’s Bar, importante ponto de encontro de grupos oprimidos e contrários à ditadura militar, além de espaço para apresentações artísticas e comercialização de trabalhos independentes.

Rosely Roth,1985.

Naquele ano, integrantes do Grupo Ação Lésbica Feminista (GALF) foram impedidas de vender o boletim ChanacomChana, primeira publicação ativista lésbica do Brasil e expulsas do local. Em resposta, no dia 19 de agosto, cerca de cem manifestantes, entre militantes lésbicas, gays, feministas, parlamentares e representantes da imprensa, ocuparam o bar e garantiram o direito de distribuir o material. A liderança do protesto coube à antropóloga e ativista Rosely Roth, que discursou no interior do estabelecimento.
O Ferro’s Bar, ativo durante as décadas de 1970 e 1980, foi posteriormente reconhecido como lugar de memória LGBTQ+ pelo Laboratório Outros, da Faculdade de Arquitetura e Urbanismo da Universidade de São Paulo (FAU-USP). A data de 19 de agosto foi oficializada como Dia do Orgulho Lésbico pela Assembleia Legislativa do Estado de São Paulo em 2008.
Após o “levante do Ferro’s”, o GALF e outras militantes intensificaram sua participação no movimento LGBTQ+, incluindo a luta pela visibilidade da palavra “lésbicas” em encontros nacionais. Essa mobilização resultou, em 1996, no 1º Seminário Nacional de Lésbicas (Senale), atual Senalesbi, realizado no Rio de Janeiro, que estabeleceu o Dia Nacional da Visibilidade Lésbica em 29 de agosto. O evento, criado para promover encontros, debater demandas e fortalecer o movimento, segue sendo organizado por coletivos e associações, com edições em diferentes cidades do país.

## Nova Zelândia
Diz-se que o Dia Internacional Lésbico na Nova Zelândia começou em 8 de março de 1980. A primeira Marcha do Dia Lésbico teria ocorrido no Dia Internacional da Mulher, com a participação de 40 mulheres, que marcharam pelo Central Park de Wellington.

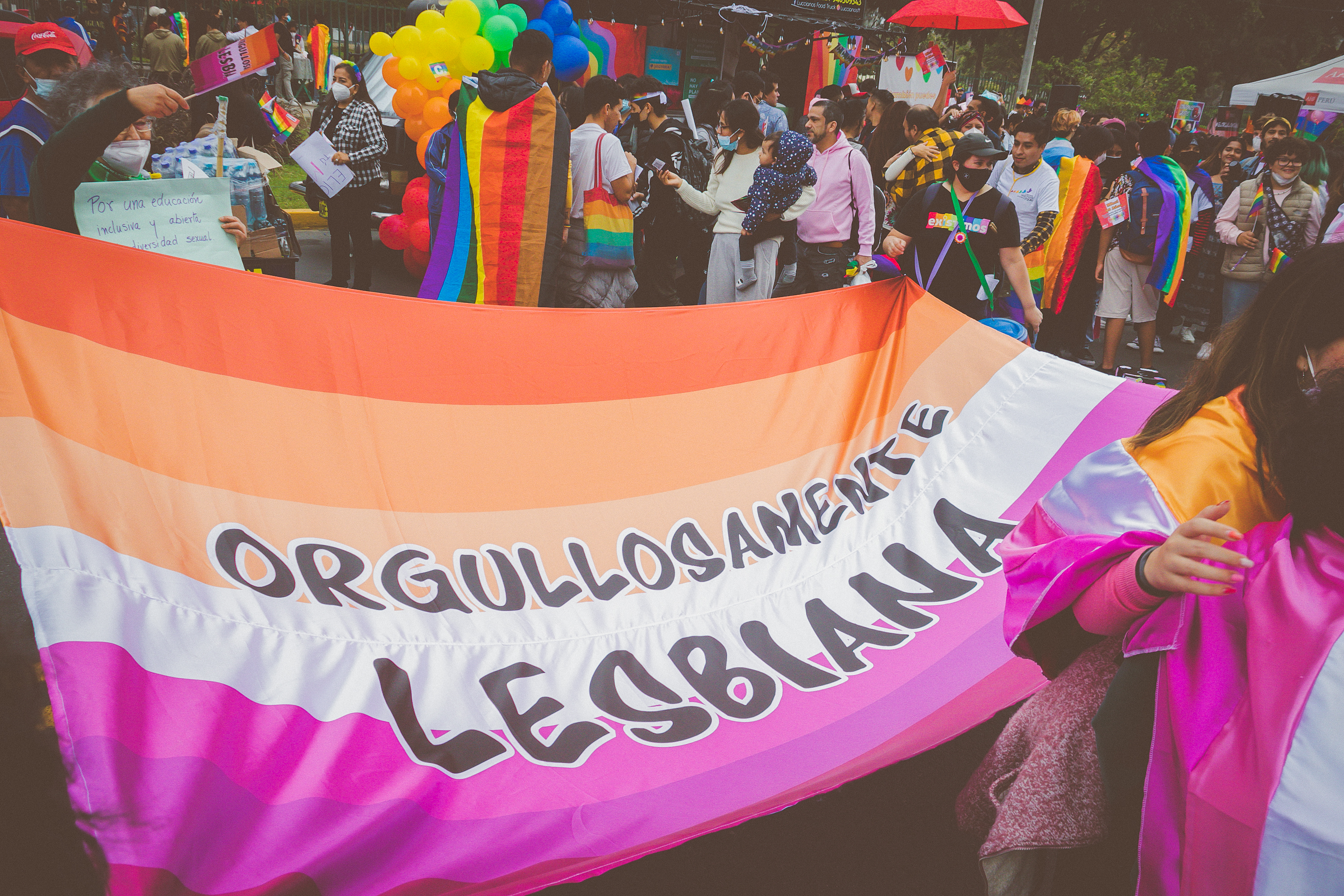
Marcha do Orgullo LGBT em Lima, em 2022

## Austrália
O primeiro evento internacional do Dia Lésbico na Austrália foi realizado no Collingwood Town Hall, em Melbourne, em 13 de outubro de 1990. O evento contou com músicos, barracas de mercado, leituras e dança ao som de música ao vivo. Desde então, a comunidade lésbica de Melbourne celebra este dia em 8 de outubro.

## Visibilidade lésbica

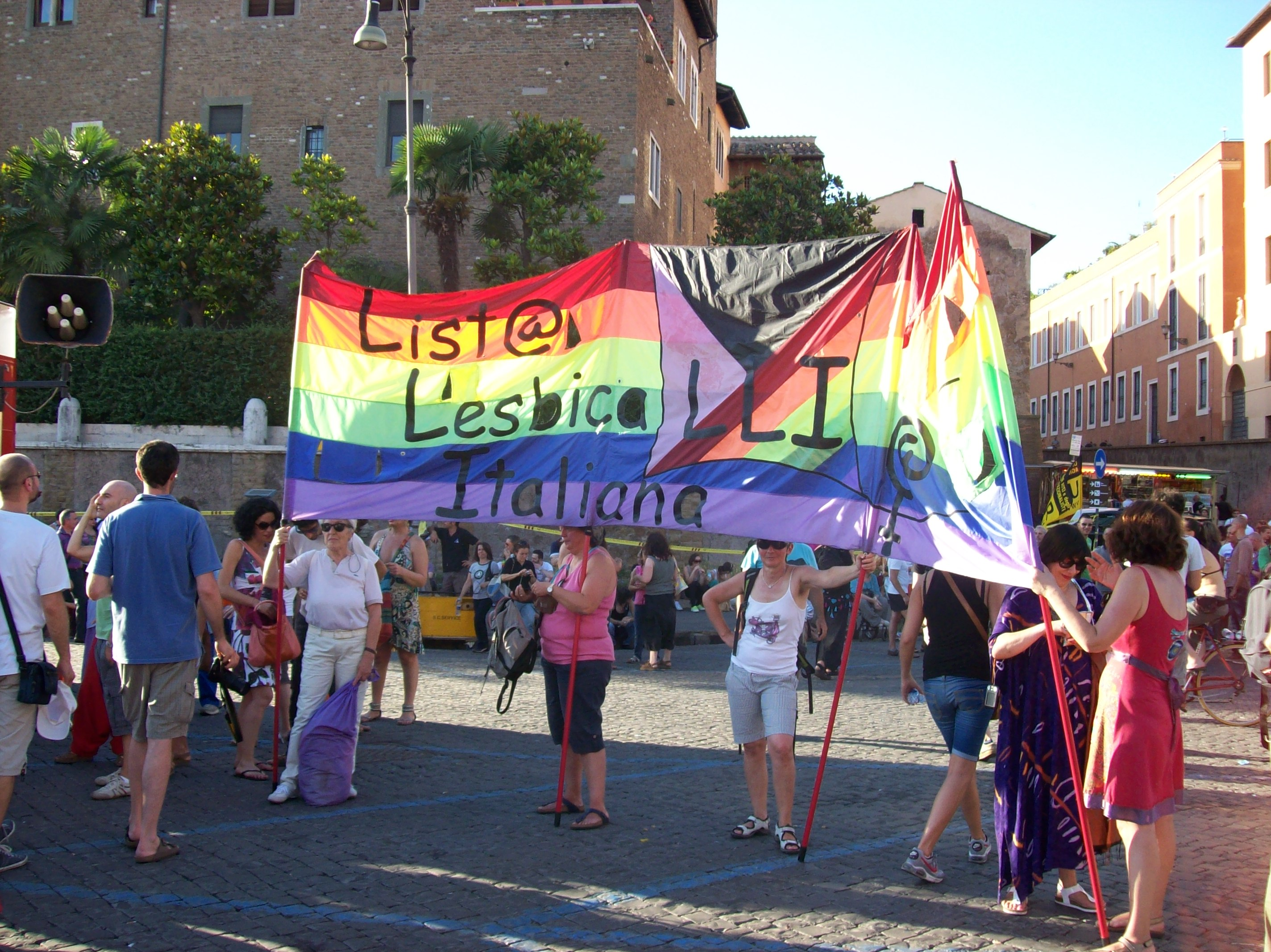
Marcha lésbica em Roma, 2012.
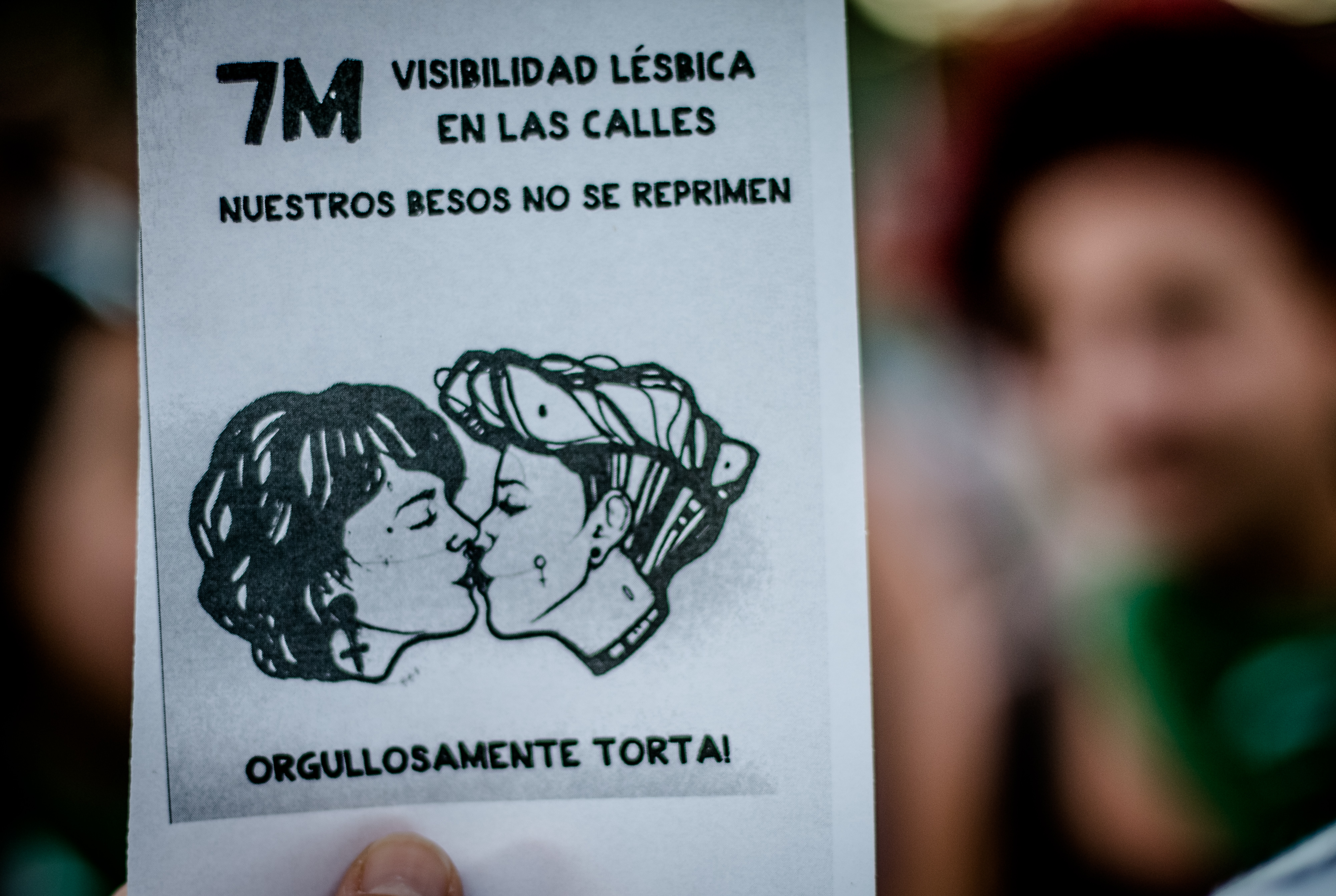
Folheto visibilidade lésbica de Calles.
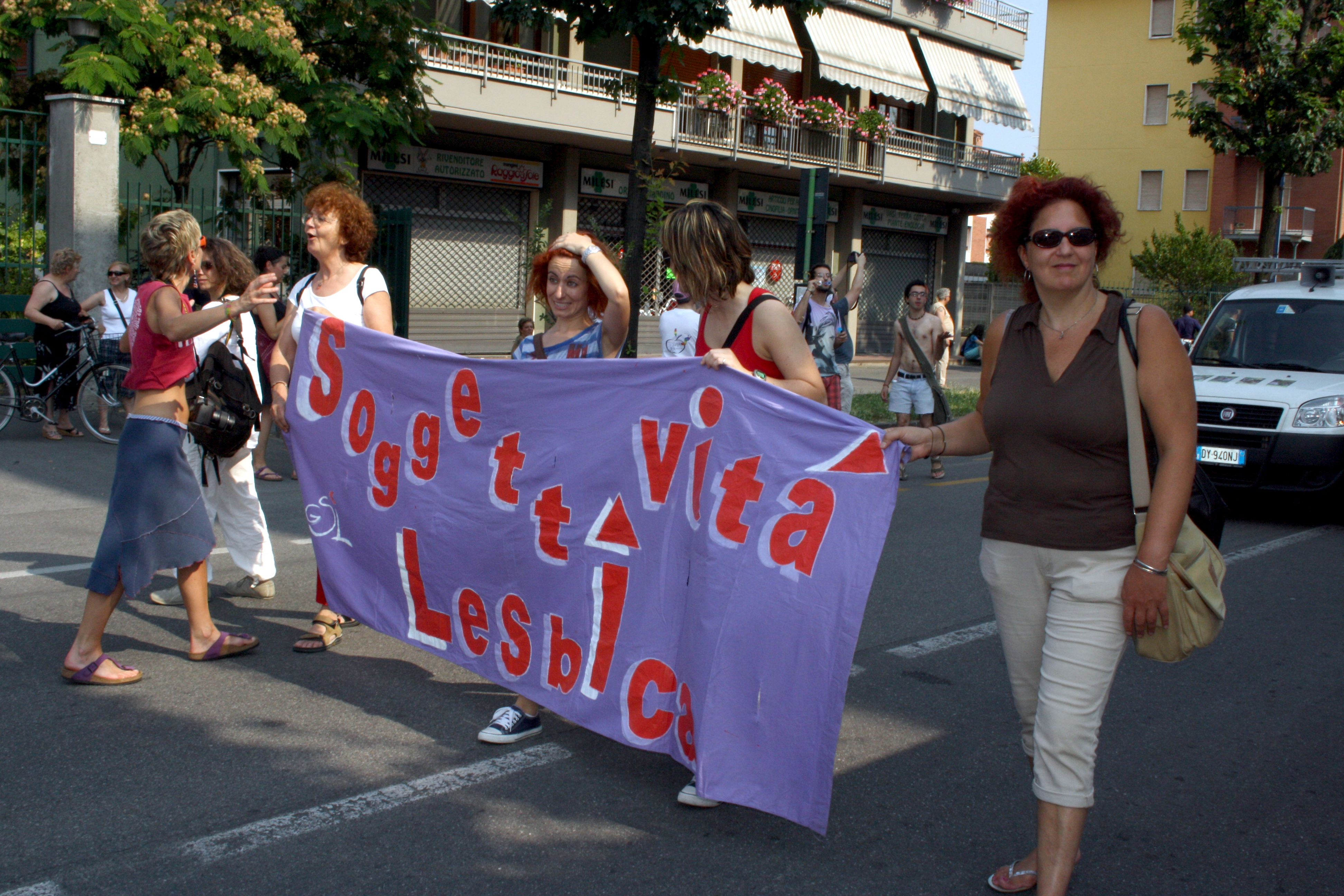
Marcha lésbica na Itália, 2010.
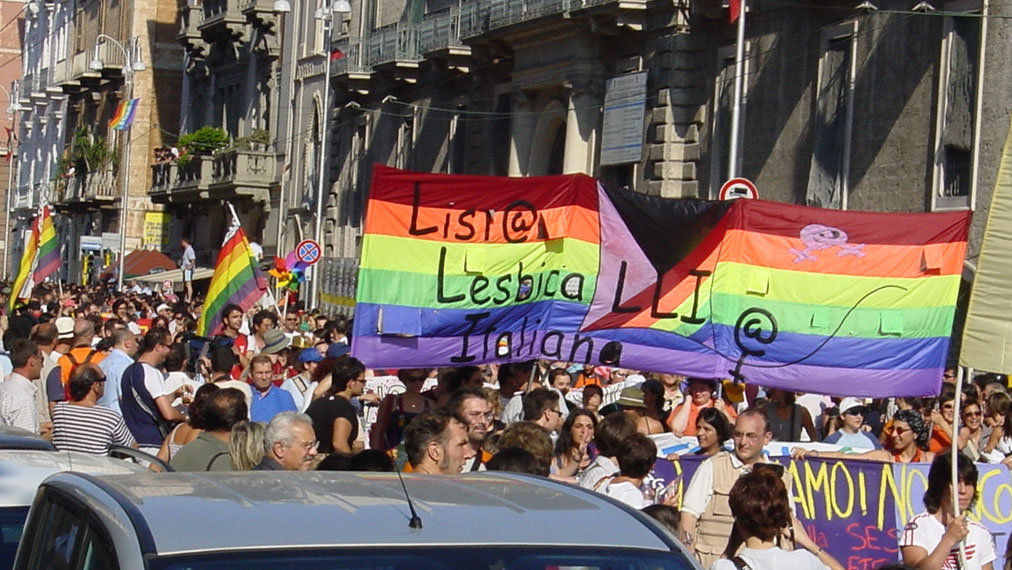
Marcha lésbica em Roma, 2003.
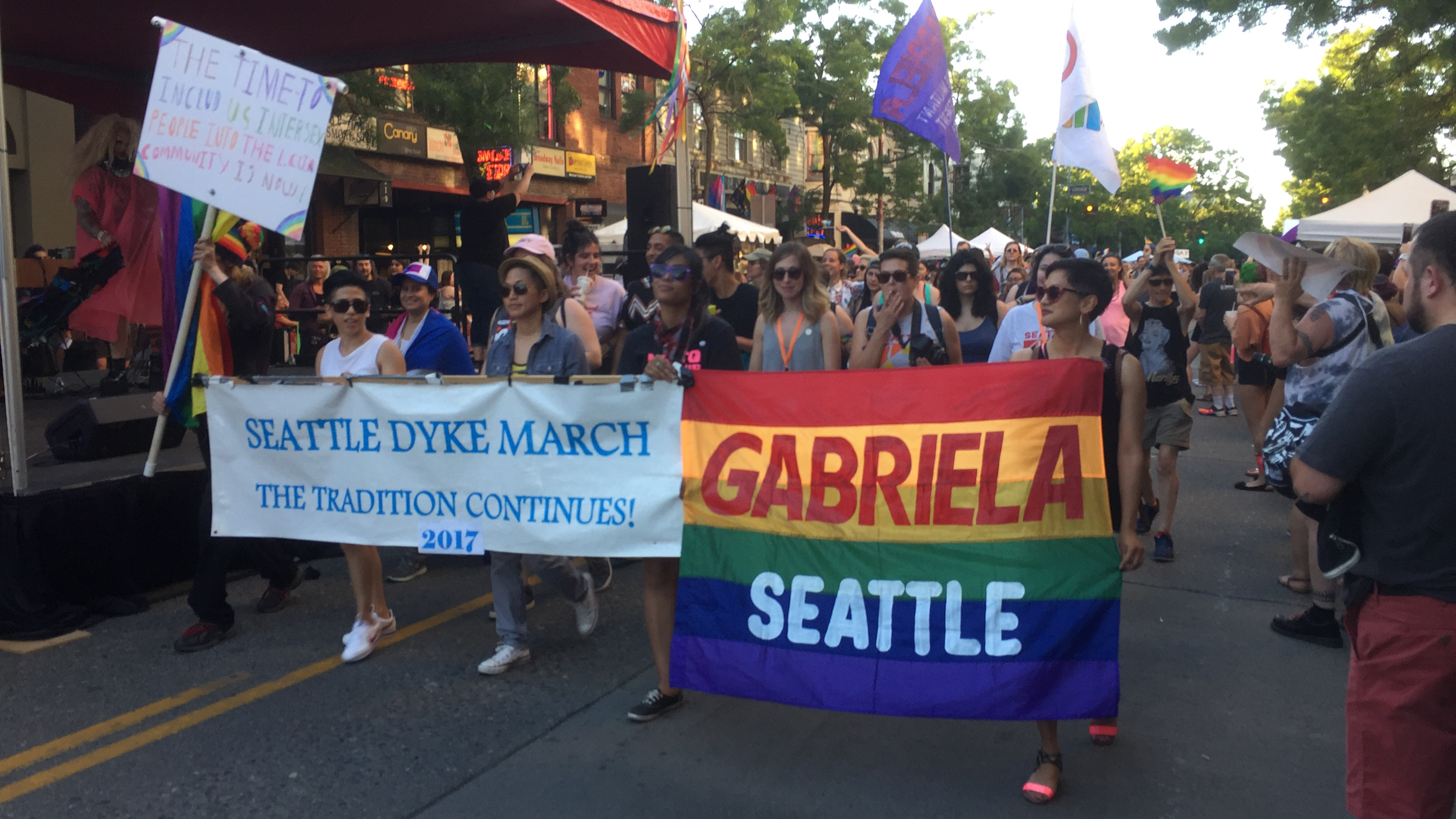
Marcha lésbicas em Seattle, 2017.
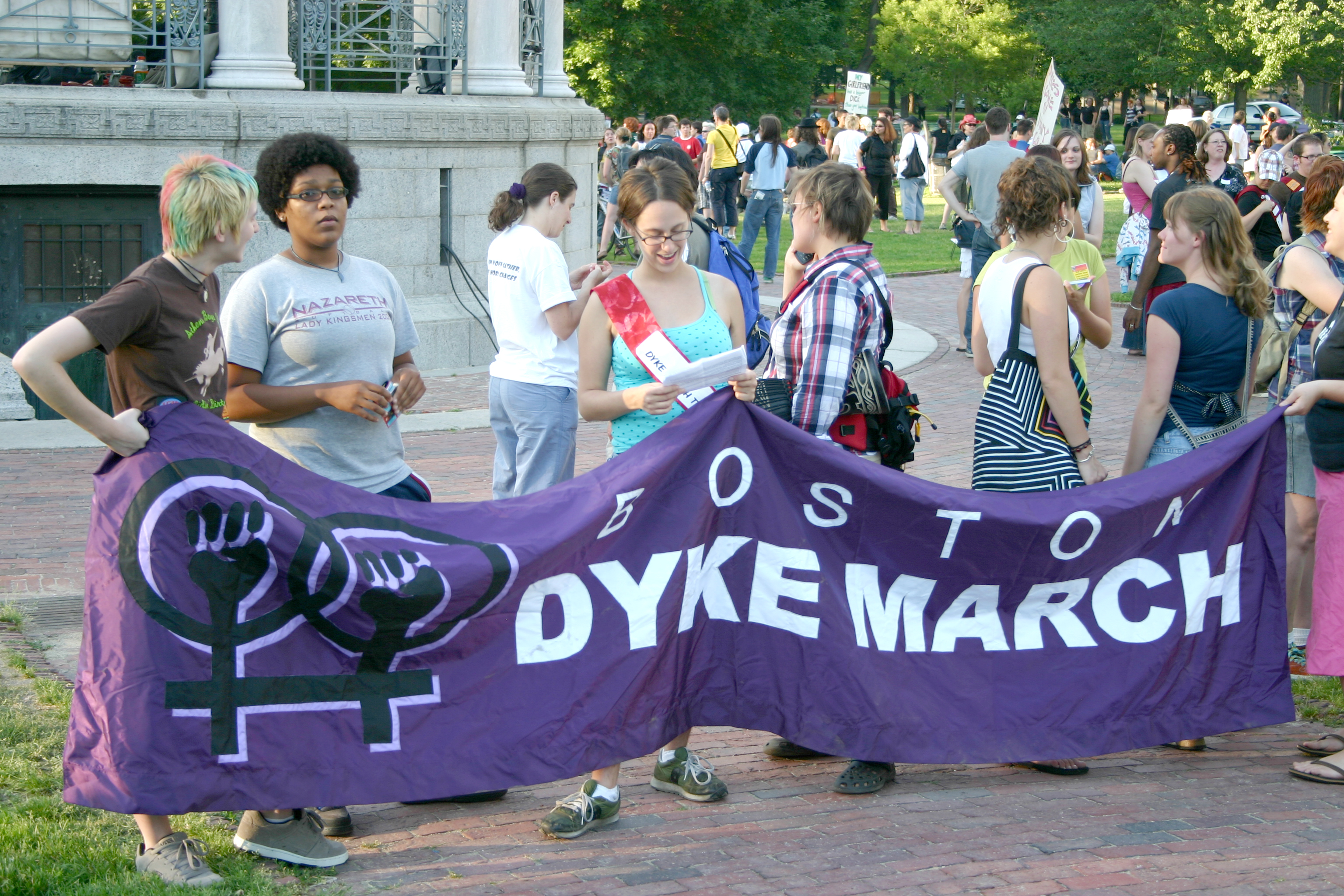
Marcha lésbicas em Boston, 2008.
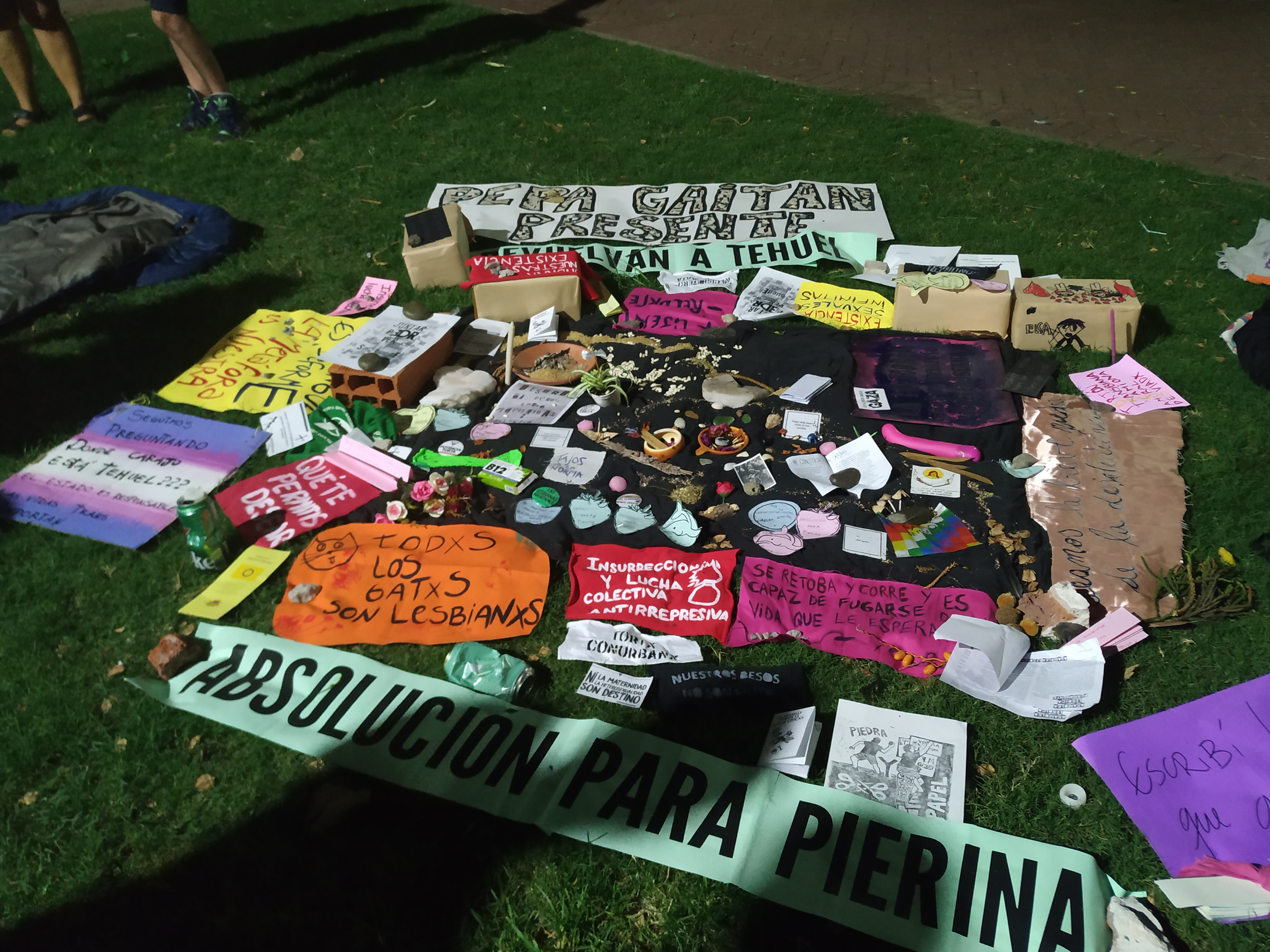
Marcha lésbicas na Argentina, 2024.
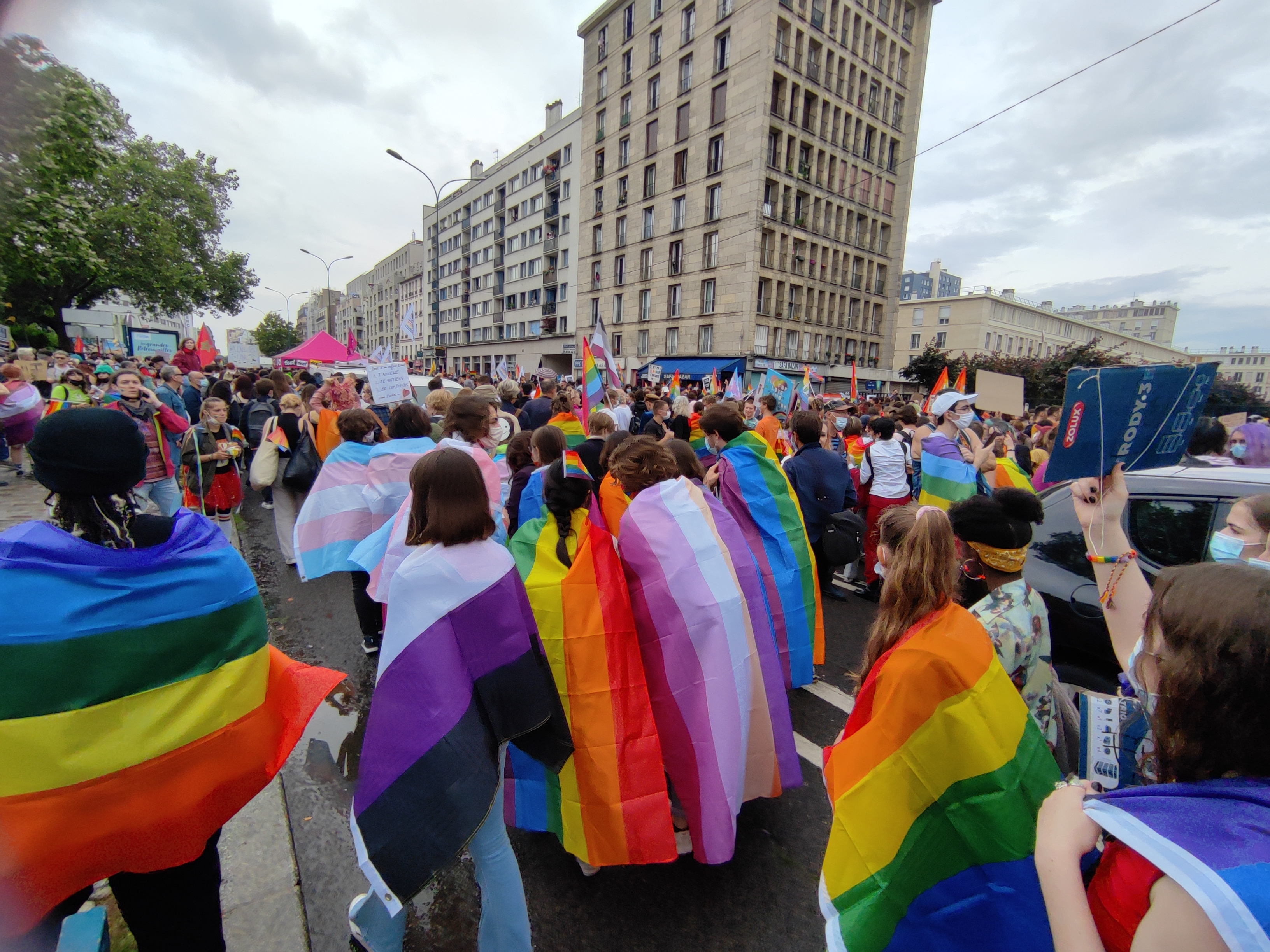
Marcha lésbicas na França, 2021.
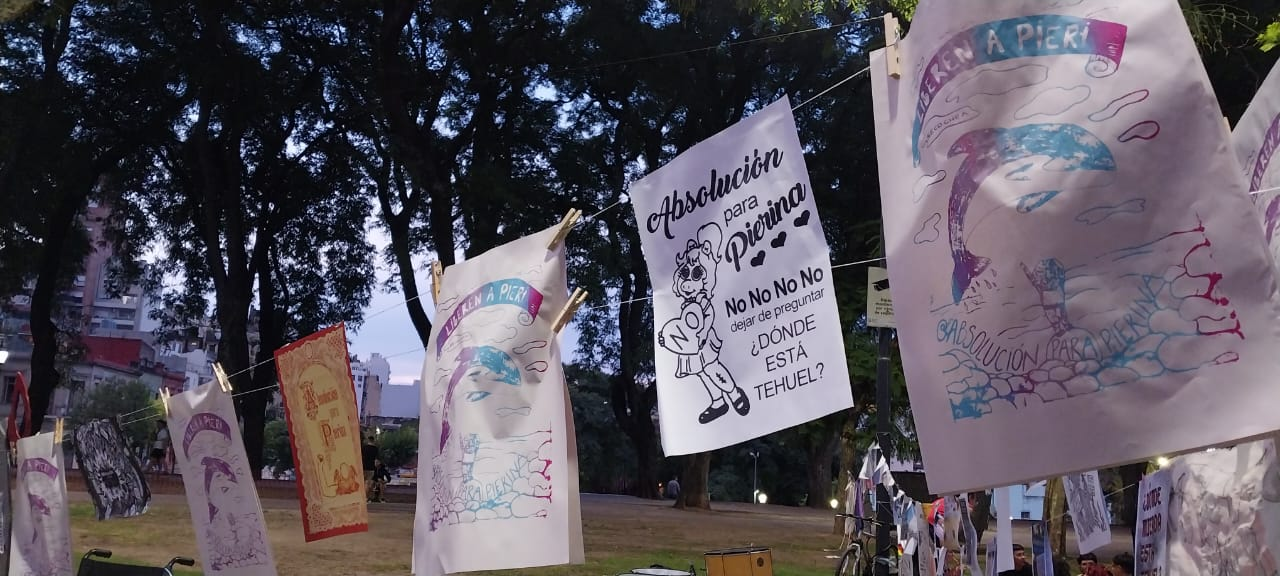
Marcha lésbicas na Argentina, 2024.
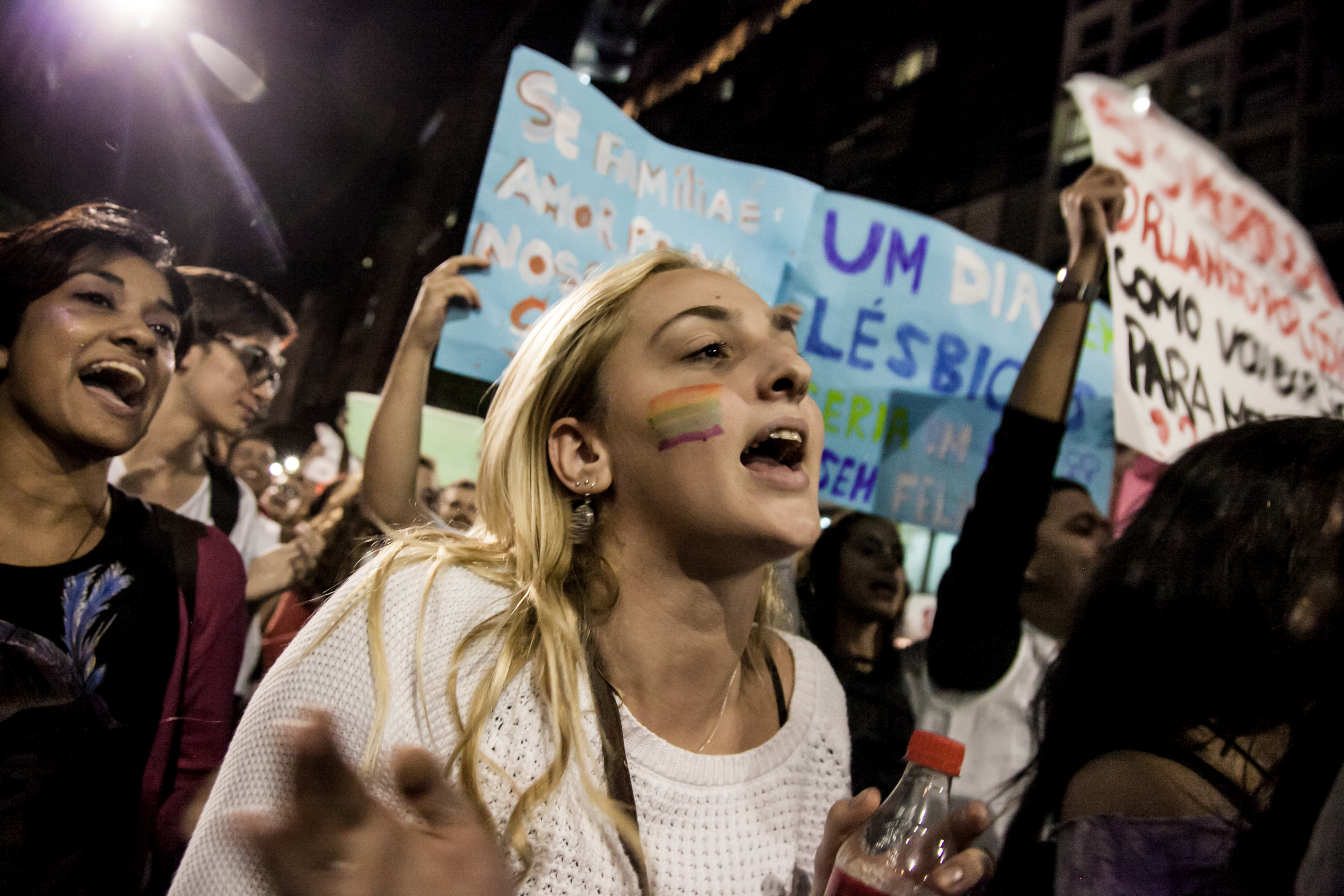
Marcha lésbicas no Rio de Janeiro, 2016.
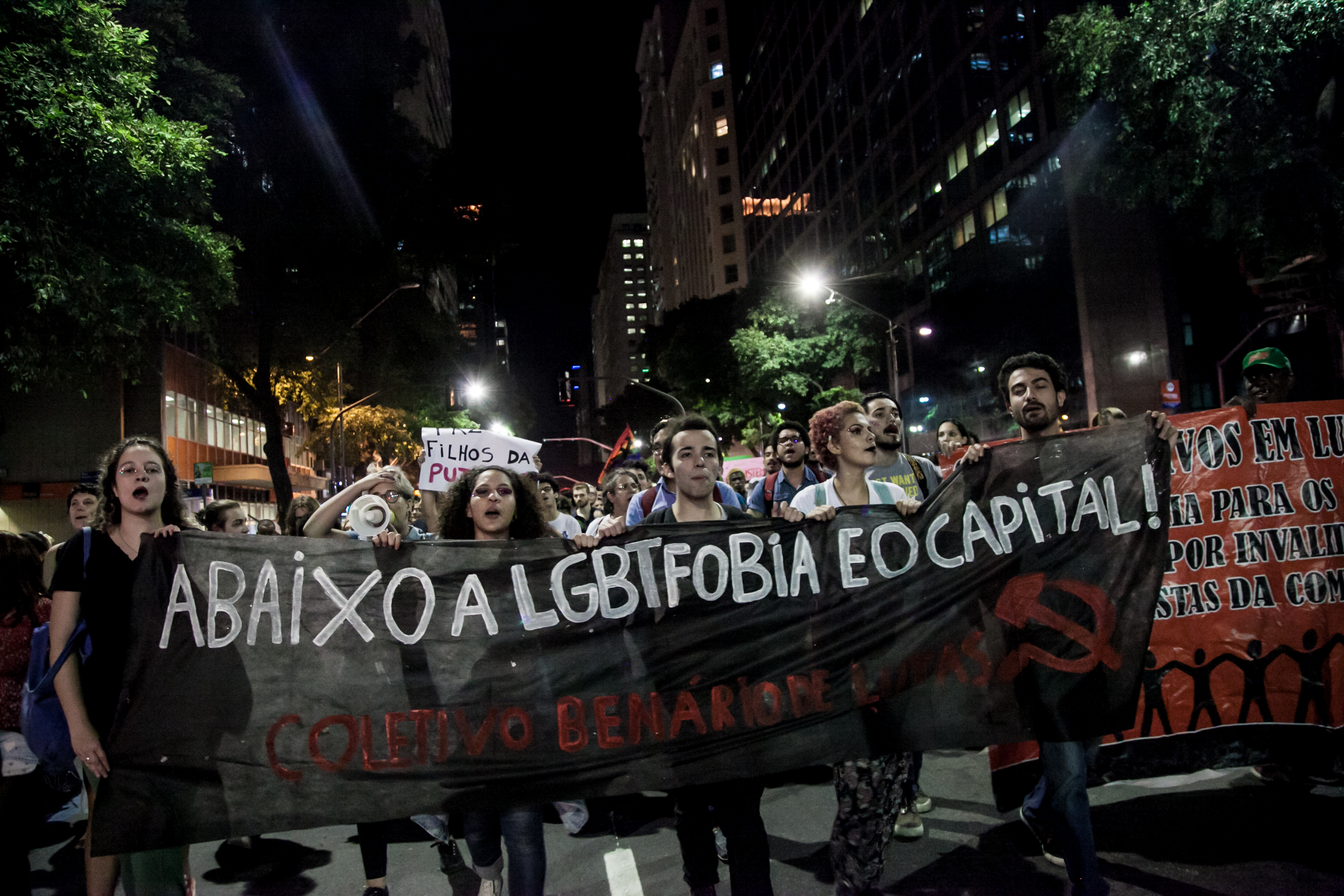
Ato pelo fim da LGBTfobia no Rio de Janeiro, 2016.
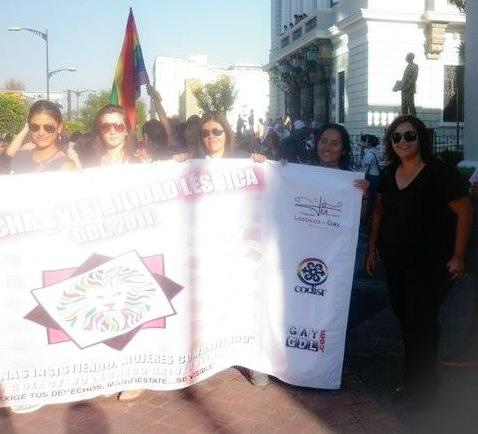
Primera Marcha Lésbica de Guadalajara.
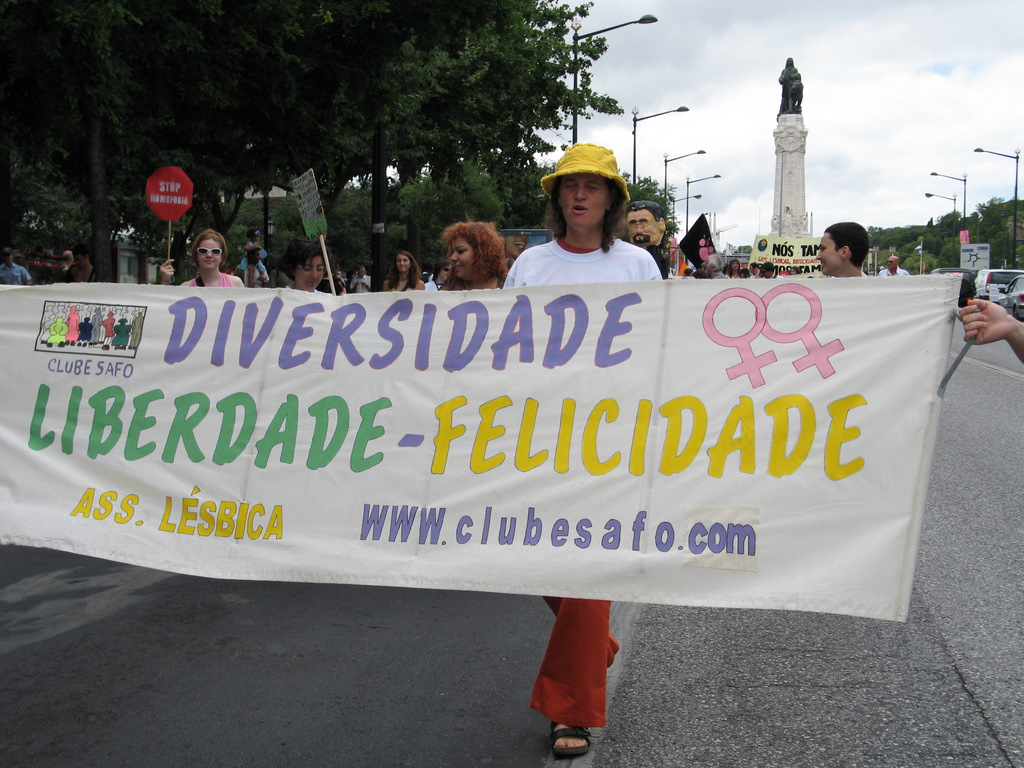
Marcha do Orgulho LGBT, 2006.
Campanha da ONU, Livres & Iguais: "O Corpo é nosso: direitos sexuais e reprodutivos de mulheres lésbicas", 2018.
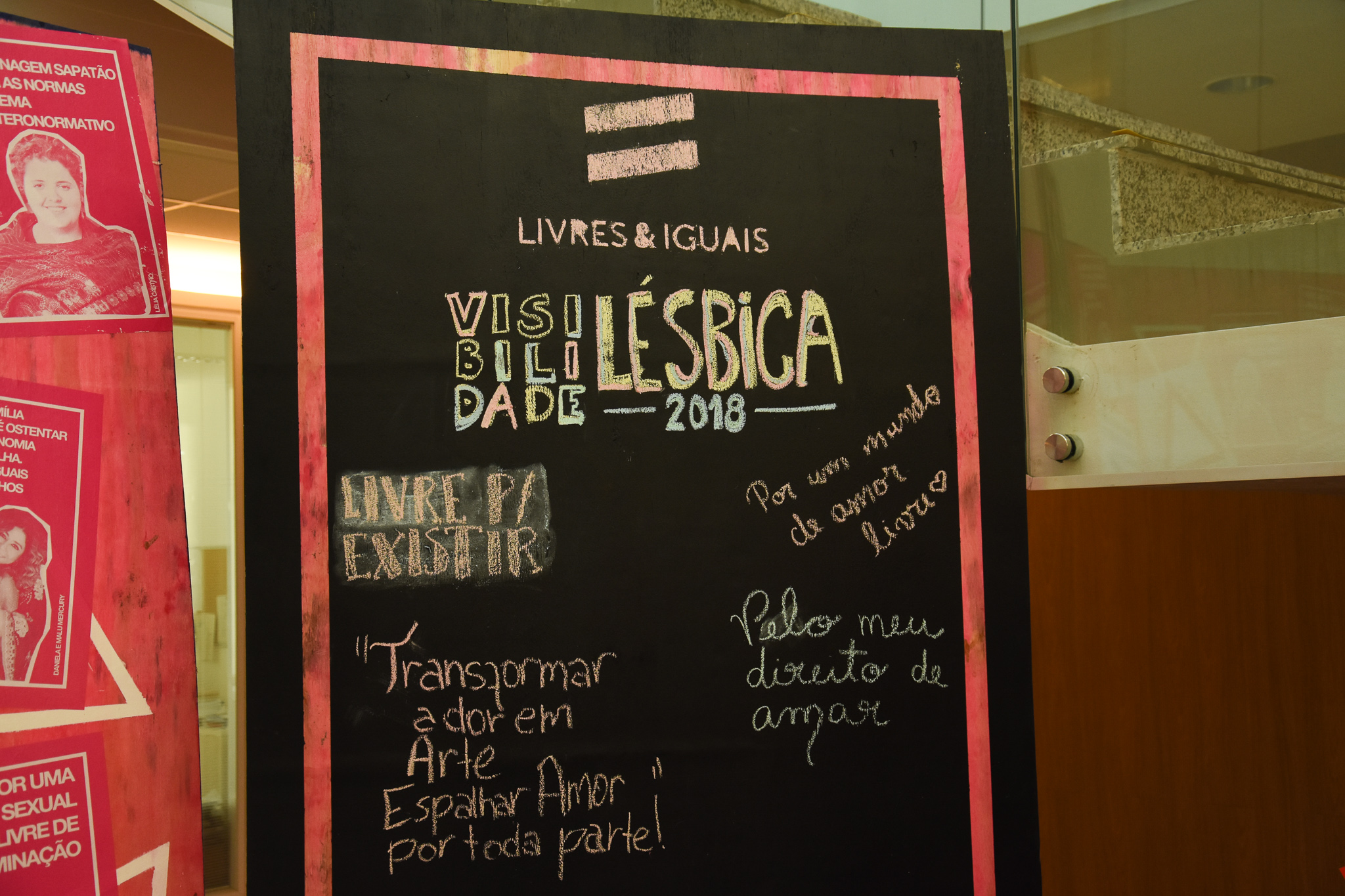
Campanha da ONU, Livres & Iguais: "O Corpo é nosso: direitos sexuais e reprodutivos de mulheres lésbicas", 2018.
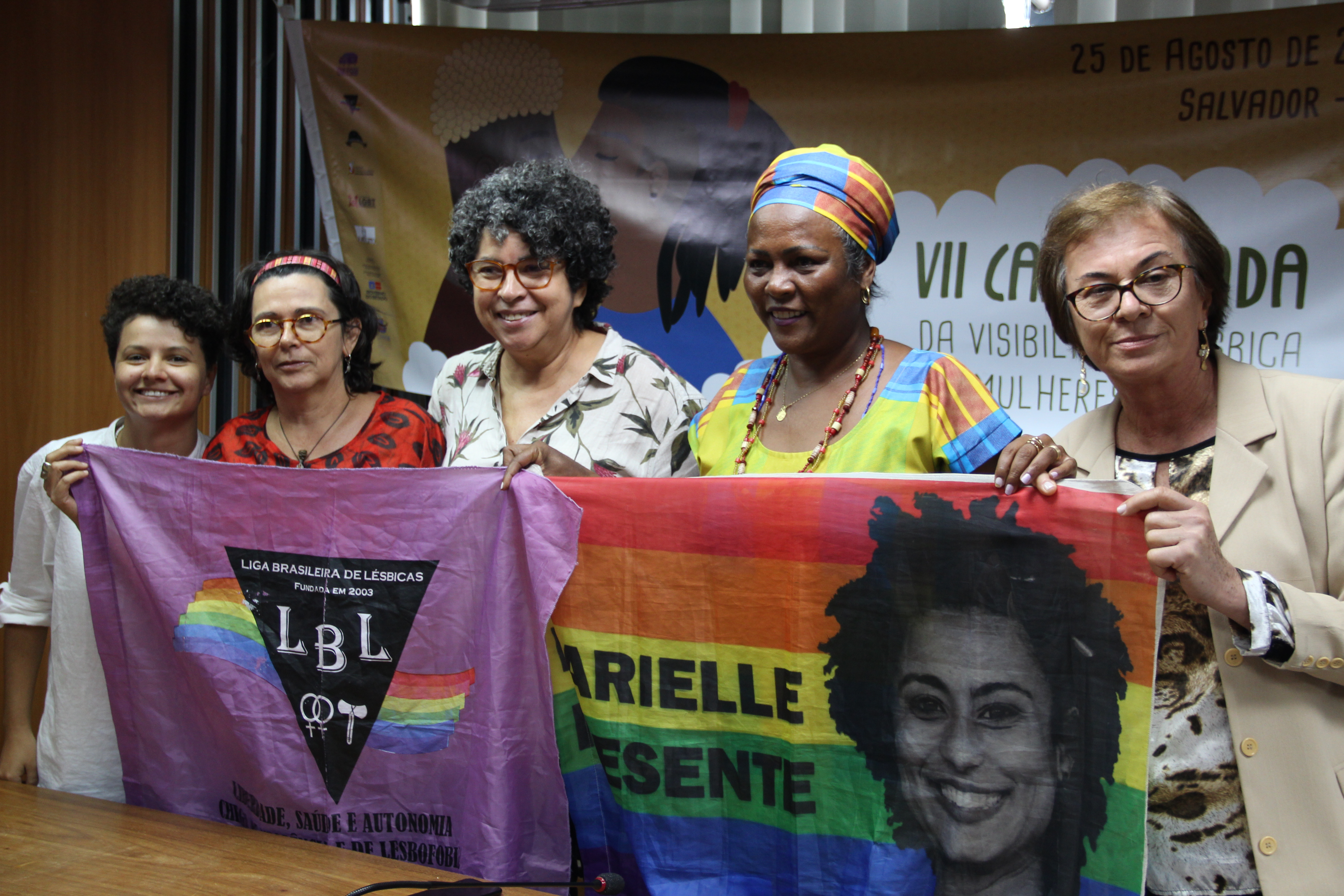
Audiência visibilidade Lésbica, Bahia, 2019.
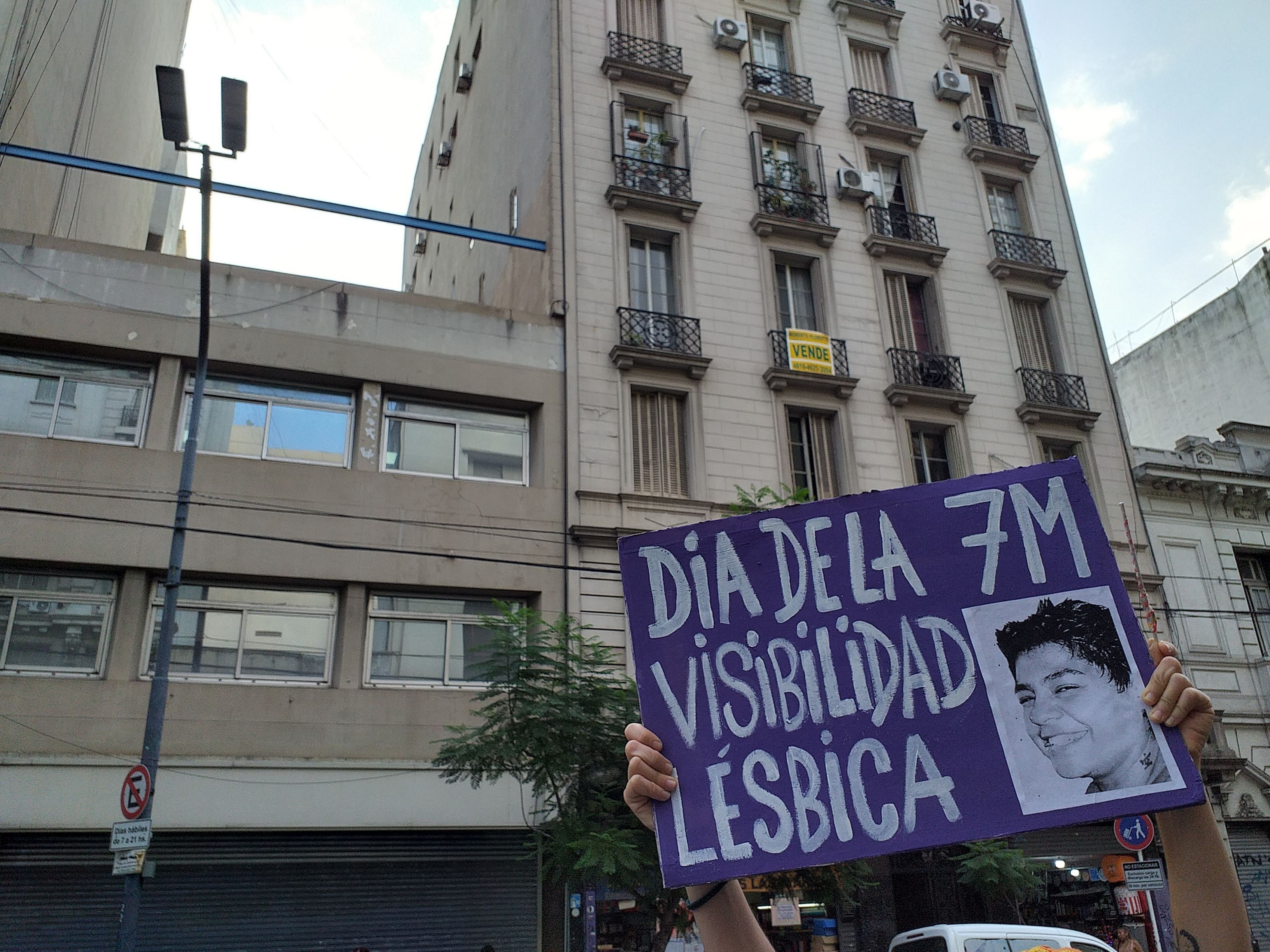
Visibilidade lésbica na Argentina, 2023.
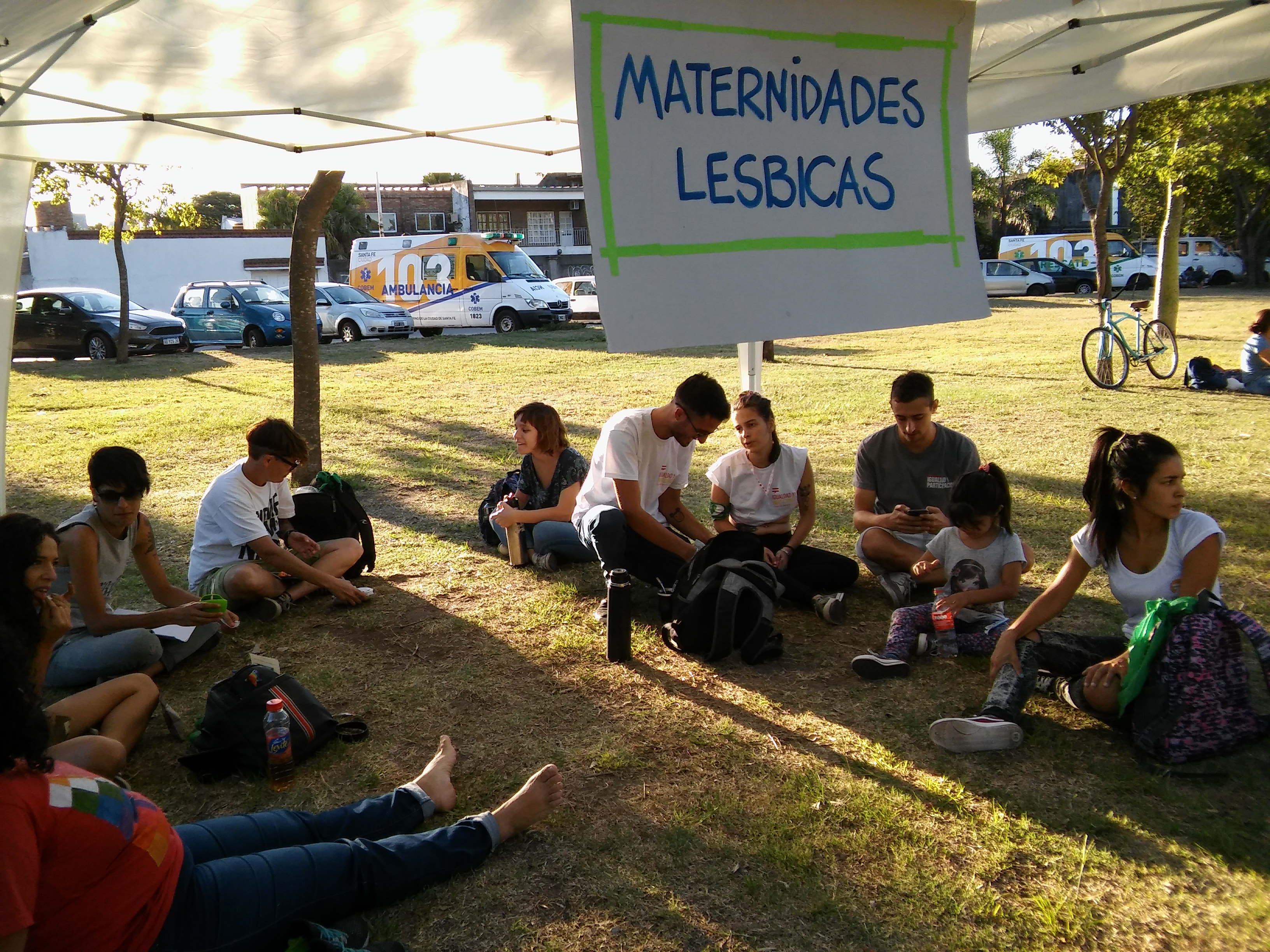
Visibilidade lésbica em Santa Fé.